# Sóstóhegy
Sóstóhegy est un quartier du nord de la ville de Nyíregyháza, dans le comitat de Szabolcs-Szatmár-Bereg en Hongrie.